# پوست (ترانه ریانا)
اسکین (به انگلیسی: Skin) نام ترانه‌ای استودیویی اثر ریانا است. این ترانه در آلبوم بلند قرار داشت.